# Dugolančana-masna-kiselna-KoA ligaza
Dugolančana-masna-kiselna-KoA ligaza (EC 6.2.1.3, acil-KoA sintetaza, masno kiselinska tiokinaza (dugi lanac), acil-aktivirajući enzim, palmitoil-KoA sintaza, lignoceroil-KoA sintaza, arahidonil-KoA sintetaza, acil koenzim A sintetaza, acil-KoA ligaza, palmitoil koenzim A sintetaza, tiokinaza, palmitoil-KoA ligaza, acil-koenzim A ligaza, masno kiselinska KoA ligaza, dugolančani masni acil koenzim A sintetaza, oleoil-KoA sintetaza, stearoil-KoA sintetaza, dugolančana masna acil-KoA sintetaza, dugolančana acil KoA sintetaza, masno kiselinska elongaza, LCFA sintetaza, pristanoil-KoA sintetaza, ACS3, dugolančana acil-KoA sintetaza I, dugolančana acil-KoA sintetaza II, masna acil-koenzim A sintetaza, dugolančana acil-koenzim A sintetaza, FAA1) je enzim sa sistematskim imenom dugolančana masna kiselina:KoA ligaza (formira AMP). Ovaj enzim katalizuje sledeću hemijsku reakciju
ATP + dugolančana masna kiselina + KoA {\displaystyle \rightleftharpoons } AMP + difosfat + acil-KoA
Ovaj enzim deluje na širok opseg dugolančanih masnih kiselina.

## Literatura
- Nicholas C. Price; Lewis Stevens (1999). Fundamentals of Enzymology: The Cell and Molecular Biology of Catalytic Proteins (Third изд.). USA: Oxford University Press. ISBN 019850229X.
- Eric J. Toone (2006). Advances in Enzymology and Related Areas of Molecular Biology, Protein Evolution (Volume 75 изд.). Wiley-Interscience. ISBN 0471205036.
- Branden C; Tooze J. Introduction to Protein Structure. New York, NY: Garland Publishing. ISBN 0-8153-2305-0.
- Irwin H. Segel. Enzyme Kinetics: Behavior and Analysis of Rapid Equilibrium and Steady-State Enzyme Systems (Book 44 изд.). Wiley Classics Library. ISBN 0471303097.
- William P. Jencks (1987). Catalysis in Chemistry and Enzymology. Dover Publications. ISBN 0486654605.

## Spoljašnje veze
- Long-chain-fatty-acid---CoA+ligase на 